# Francis Drakes Messingplakette
Francis Drakes Messingplakette (engl. Francis Drake’s Plate of Brass) war eine  1933 in Kalifornien im Umfeld der Vereinigung E Clampus Vitus (ECV) als Scherz geplante Fälschung. Bei der 1579 stattgefundenen Inbesitznahme Kaliforniens durch Francis Drake wird eine solche Plakette beschrieben. Das Artefakt war dieser Beschreibung kunstvoll nachempfunden. Entgegen der Intention der Fälscher wurde sie durch mehrere Wissenschaftler und bedeutende historische Institutionen als echt anerkannt. Die Fälschung wurde erst rund vierzig Jahre später aufgedeckt.

## Hintergrund

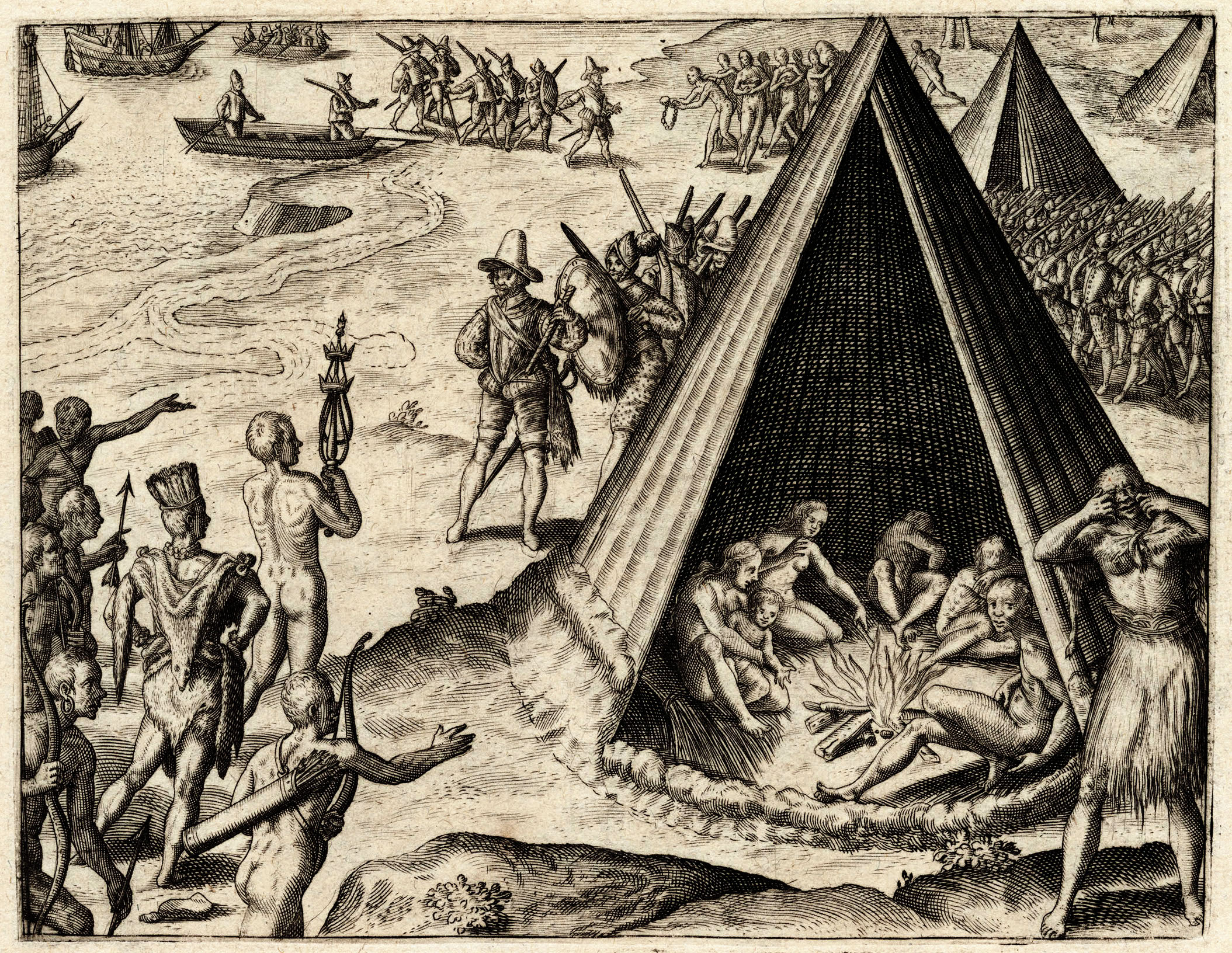
Francis Drakes Landung in Kalifornien 1579, Theodor de Bry 1590

1933 inspirierte G. Ezra Dane, einer der Neugründer des Ordens E Clampus Vitus, vier seiner Freunde zu einer folgenschweren Fälschung. Das Quintett, neben Dane der Museumskurator George Barron, der Kritiker George Clark und die Kunsthändler Lorenz Noll und Albert Dressler, kannte den Bericht eines der Offiziere Drakes über dessen Aufenthalt in Kalifornien. Demnach hatte man bei der Landung Sir Francis Drakes im Jahr 1579 im Umfeld des Golden Gate und der San Francisco Bay eine Messingplatte mit einer Widmung zu Ehren der englischen Königin Elisabeth I. und einer Sixpence-Silbermünze mit ihrem Abbild an einen Pfosten genagelt zurückgelassen.
Geplant war, dem Historiker und ECV-Mitglied Herbert Eugene Bolton eine nachgemachte Platte unterzuschieben und das Ganze im Rahmen einer Clampersversammlung aufzulösen. Allerdings war nur Dane Mitglied des Ordens. Barron war Kurator im De Young Museum und besorgte ein Messingblech bei einer Schiffswerft. Dieses war dort mit einer Schlagschere zugeschnitten worden. Die Fälscher bearbeiteten das Blech mehrmals mit einem Hammer und glühten es mehrmals vor und nach der Beschriftung durch Clarke (der mit seinen Initialen zeichnete) durch und kennzeichneten die Rückseite mit ECV mit einer nur unter UV-Licht sichtbaren Farbe.
Die aufwendig beschriftete und patinierte Fälschung wurde 1933 am passenden Ort versteckt und, was nicht beabsichtigt war, kurze Zeit später vom Chauffeur einer Jagdgesellschaft gefunden und ohne große Beachtung etliche Meilen weiter weggeworfen.

### Inschrift und Anmutung der Platte
Originaltext

BEE IT KNOWNE VNTO ALL MEN BY THESE PRESENTS.

IVNE.17.1579

BY THE GRACE OF GOD AND IN THE NAME OF HERR

MAIESTY QVEEN ELIZABETH OF ENGLAND AND HERR

SVCCESSORS FOREVER, I TAKE POSSESSION OF THIS

KINGDOME WHOSE KING AND PEOPLE FREELY RESIGNE

THEIR RIGHT AND TITLE IN THE WHOLE LAND VNTO HERR

MAIESTIEES KEEPEING. NOW NAMED BY ME AN TO BEE

KNOWNE V(N) TO ALL MEN AS NOVA ALBION.

C G. FRANCIS DRAKE
Übersetzung

Allen Menschen sei durch die hier Anwesenden kund.

17. Juni 1579

Durch die Gnade Gottes und im Namen Ihrer

Majestät Königin Elisabeths von England und all ihrer

Nachfolger nehme ich dieses

Königreich zu Besitz, dessen König und Volk

ihre Anrechte und Titel im ganzen Land freiwillig an ihre

Majestäts Behalt abtreten. Dies nun von mir so benannt und

von nun an allen bekannt als Nova Albion.

C. G. Francis Drake
Die nahezu rechteckige Platte enthielt ein Loch, in dem eine historische Sixpence-Münze mit dem Bild der Königin Platz gehabt hätte und an den oberen und unteren Rändern zwei rechteckige Aussparungen, um sie an einen Pfosten nageln zu können.

### Anerkennung als authentisch
Erst 1936 tauchte die Platte wieder auf und wurde Bolton von einem Studenten angeboten. Dieser beriet sich mit Robert Gordon Sproul, dem Universitätspräsidenten, und Allen L. Chickering, dem Vorstand der California Historical Society. Chickering und Bolton waren schnell bereit, den stolzen Betrag von 3.500 Dollar für die Platte aufzubringen und den Fund unverzüglich der California Historical Society vorzustellen. Der Schwindel war daher nicht mehr im Rahmen des ECV aufzulösen, da die Auflösung des Betrugs mit einem erheblichen Imageschaden für die beteiligten Institutionen verbunden gewesen wäre.
Bolton bat auch Professor Cohn Fink, den Dekan der Fakultät für Elektrochemie der Columbia University, die Echtheit der Platte zu prüfen, was dazu führte, dass dieser sie 1938 zusammen mit seinem Kollegen E. P. Polushkin begutachtete und als authentisch auswies.
Die an der Fälschung Beteiligten hielten sich über Jahrzehnte bedeckt und versuchten vergebens, Bolton – auch im Rahmen des ECV – mit indirekten Hinweisen von seiner Überzeugung über die Echtheit der Platte abzubringen. Bereits 1937 gab der ECV ein Taschenbuch Ye Preposterous Booke of Brasse („Ein absonderlichst Büchlein zum Messinck“) mit detaillierten Beschreibungen einzelner möglicher Fehlerquellen heraus, darin wiesen sie auch auf die nur unter UV-Licht sichtbaren Buchstaben „ECV“ auf der Rückseite der Plakette hin. Am 29. Mai des Jahres stellte der ECV auch eine Nachfolgerin der Drake-Plakette vor: Bei einer Veranstaltung mit William Fuller, dem damaligen Häuptling der Miwok-Indianer und ECV-Mitglied, nahm dieser die angebliche Schenkung Kaliforniens an die englische Königin offiziell zurück. Nach ECV-Behauptungen erfuhr US-Präsident Franklin D. Roosevelt davon und sei erfreut gewesen, dass Kalifornien Mitglied der Vereinigten Staaten bleiben könne. Der Clamper Edwin Grabhorn, ein Verleger von Historienbüchern, veröffentlichte einen angeblichen Werbebrief einer „Consolidated Brasse and Novelty Company“ für serienmäßig hergestellte historische Messingplaketten.
Trotz der Zweifel hielten viele Menschen in Kalifornien die Platte weiterhin für echt. Zweifel an einzelnen Formulierungen und Schreibweisen, die unter anderem der Literaturprofessor Reginald B. Haselden anführte, wies etwa Chickering in verschiedenen Veröffentlichungen zurück. „Francis Drakes Messingplakette“ galt lange als Kaliforniens größter historischer Schatz.

### Aufklärung der Fälschung
Lorenz Noll begann in den 1950er Jahren als letzter Überlebender der Fälscher, die Details einem kleinen Kreis darzulegen und zu dokumentieren. Die Plakette und aufwändig von dieser erstellte Kopien wurden derweil unter anderem Königin Elisabeth II. überreicht oder als Prachtstück in der Bancroft Library der University of California ausgestellt.
Erst in den 1970er Jahren wurde die Fälschung der Öffentlichkeit bekannt. Erneute metallurgische Untersuchungen zu Zusammensetzung, Patina und Bearbeitungsspuren bestätigten nun die früheren Zweifel an der Echtheit. Cyril Stanley vom MIT wies unter anderem die Fertigung des Blechs unter Nutzung moderner Walzen und den Zuschnitt mit modernen Werkzeugen aufgrund von unter dem Lichtmikroskop erkennbaren Bearbeitungsspuren nach. Die Platte selbst hatte eine zu große Homogenität und eine zu moderne Zusammensetzung, was durch Gammaspektroskopie und Röntgenbeugung nachweisbar war. Zudem war die Patina zu gleichmäßig und zu wenig entwickelt, um durch jahrhundertelange Lagerung entstanden zu sein. Elektrochemisch hätte sich eine längere Befestigung mit eisernen Schiffsnägeln in den Aussparungen genauso wie das elektrochemische Potential gegenüber der Sixpence-Münze in einer selektiven Bimetallkorrosion widerspiegeln müssen, was nicht der Fall war.
Von der UV-Leuchtfarbe auf der Rückseite, die auf ECV hinweisen sollte, war jedoch keine Spur mehr aufzufinden.